# Scottish Open 1985
Die Scottish Open 1985 im Badminton fanden vom 23. bis zum 24. November 1985 in Edinburgh, Schottland, statt.

## Finalresultate
| Disziplin    | Sieger                             | Finalist                            | Ergebnis            |
| ------------ | ---------------------------------- | ----------------------------------- | ------------------- |
| Herreneinzel | Sze Yu                             | Torben Carlsen                      | 8:15, 15:3, 15:13   |
| Dameneinzel  | Christine Magnusson                | Rikke van Sörensen                  | 11:8, 7:11, 11:6    |
| Herrendoppel | Mark Christiansen Michael Kjeldsen | Billy Gilliland Dan Travers         | 15:2, 15:4          |
| Damendoppel  | Dorte Kjær Nettie Nielsen          | Maria Bengtsson Christine Magnusson | 15:13, 15:8         |
| Mixed        | Billy Gilliland Gillian Gowers     | Rob Ridder Erica van Dijk           | 15:12, 10:15, 18:17 |